# Ми — Lady Parts
Ми — Lady Parts (англ. We Are Lady Parts) — британський музичний ситком, створений, написаний і зрежисований Нідою Манзур. Серіал розповідає про жіночий мусульманський панк-рок гурт з Лондону «Lady Parts».
Після виходу пілотного епізоду 2018 року на телеканалі Channel 4, був замовлений шести-серійній серіал, створений спільно з Peacock, прем'єра якого відбулася 20 травня 2021 року. В жовтні серіал став найкращою комедією Единбурзького міжнародного телевізійного фестивалю-2021. У листопаді 2021 року серіал продовжили на другий сезон.

## Сюжет
Жіночий мусульманський панк-гурт у Великій Британії черпає натхнення з багатої та різноманітної суміші лондонських культур. Учасниці гутру навігують дружбу, стосунки та культурні відмінності, прагнучи досягти музичного успіху.

## У ролях
- Анжана Васан[en] — Аміна, аспірантка, нова гітаристка гурту
- Сара Каміла Імпі — Сайра, лідерка гурту, вокалістка та ритм-гітаристка
- Джульєтта Мотамед[en] — Аїша, барабанщиця гурту
- Фейт Омоле — Бісма, бас-гітаристка гурту
- Люсі Шортхаус[en] — Момтаз, менеджерка гурту
- Аїша Гарт — Нур, найкраща подруга Аміни
- Закі Ісмаїл[en] — Асан, брат Аїши та захоплення Аміни
- Девід Евері[en] — Абдулла, хлопець Сайри
- Шобу Капур[en] — Сіма, матір Аміни
- Софія Барклай — Заріна, інфлюенсерка та редакторка журналу

## Епізоди
| Сезон | Сезон | Епізоди | Оригінальна трансляція | Оригінальна трансляція |
| Сезон | Сезон | Епізоди | Прем'єра               | Фінал                  |
| ----- | ----- | ------- | ---------------------- | ---------------------- |
|       | Пілот | Пілот   | 21 грудня 2018         | 21 грудня 2018         |
|       | 1     | 6       | 20 травня 2021         | 24 червня 2021         |
|       | 2     | 6       | 30 травня 2024         | 13 червня 2024         |

### Пілот (2018)
| № | Назва серії  | Режисер(ки) | Сценарист(ки) | Перший показ   |
| --- | ------------ | ----------- | ------------- | -------------- |
| 0 | «Lady Parts» | Ніда Манзур | Ніда Манзур   | 21 грудня 2018 |
| 27-річна Аміна Хусейн навчається в докторантурі з біохімічної інженерії, а також зустрічається з потенційними нареченими. Вона випадково потрапляє на прослуховування гітаристок мусульманського панк-гурту, у складі якого соло-вокалістка й гітаристка Сайра, барабанниця Айша, бас-гітаристка Бісма і менеджерка Момтаз. |              |             |               |                |

### Сезон 1 (2021)
| № | Назва серії                                               | Режисер(ки) | Сценарист(ки) | Перший показ   |
| - | --------------------------------------------------------- | ----------- | ------------- | -------------- |
| 1 | «Зіграй щось» «Play Something»                            | Ніда Манзур | Ніда Манзур   | 20 травня 2021 |
| 2 | «Потенційний майбутній чоловік» «Potential Future Spouse» | Ніда Манзур | Ніда Манзур   | 27 травня 2021 |
| 3 | «Уродженці Землі» «Earth Natives»                         | Ніда Манзур | Ніда Манзур   | 3 червня 2021  |
| 4 | «Ґодзілла» «Godzilla»                                     | Ніда Манзур | Ніда Манзур   | 10 червня 2021 |
| 5 | «Представляти» «Represent»                                | Ніда Манзур | Ніда Манзур   | 17 червня 2021 |
| 6 | «Спарта» «Sparta»                                         | Ніда Манзур | Ніда Манзур   | 24 червня 2021 |

### Сезон 2 (2024)
| №  | У сезоні | Назва серії                                                                                              | Режисер(ки) | Сценарист(ки) | Перший показ   |
| -- | -------- | --- | ----------- | ------------- | -------------- |
| 7  | 1        | «Лиходійська ера» «Villain Era»                                                                          | Ніда Манзур | Ніда Манзур   | 30 травня 2024 |
| 8  | 2        | «Малала мене змусила» «Malala Made Me Do It»                                                             | Ніда Манзур | Ніда Манзур   | 30 травня 2024 |
| 9  | 3        | «Це Брітні, курво» «It's Britney, Bitch»                                                                 | Ніда Манзур | Ніда Манзур   | 6 червня 2024  |
| 10 | 4        | «Не зрозумій мене неправильно» «Don't Let Me Be Misunderstood»                                           | Ніда Манзур | Ніда Манзур   | 6 червня 2024  |
| 11 | 5        | «Смішна мусульманська пісня» «Funny Muslim Song»                                                         | Ніда Манзур | Ніда Манзур   | 13 червня 2024 |
| 12 | 6        | «Відчуття скляної стелі (США) / Причина (Великобританія)» «Glass Ceiling Feeling (US) / The Reason (UK)» | Ніда Манзур | Ніда Манзур   | 13 червня 2024 |

## Виробництво
Пілотний епізод «Lady Parts» вперше був замовлений для збірки «Comedy Blaps» телеканалу Channel 4 в середині 2018 року. Його прем'єра відбулася наприкінці того ж року.
Серіал містить оригінальні пісні та кавери, написані та адаптовані Нідою Манзур з її сиблінгами Шезом (також композитором серіалу) і Санєю Манзур, та Бенні Фрегіном. Всі акторки самі грають на музичних інструментах, хоча деяким з них довелося цьому вчитися для серіалу.

## Трансляція
Прем'єра серіалу відбулася на телеканалі Channel 4 20 травня 2021 року, одночасно всі епізоди стали доступними для перегляду на сервісі відео на вимогу All 4.
Другий сезон виходив з 30 травня 2024 року. У ньому в епізодичних ролях з'явилися Малала Юсафзай і Міра Сайал.

## Сприйняття

### Рейтинги
Перший сезон серіалу отримав на Rotten Tomatoes рейтинг схвалення 100 % на основі 48 рецензій критиків із середнім рейтингом 8,2 з 10, статусом «сертифіковано свіжого» та критичним консенсусом: «Заразлива енергія, чудові пісні та магнетичний акторський склад об'єдналися, щоб зробити „Ми — Lady Parts“ приголомшливою комедією, яка є настільки ж підривною, як і веселою». На сайті Metacritic сезон має середньозважену оцінку 83 зі 100 на основі 17 оглядів, що вказують на «загальне визнання», і статус «обов'язково переглянути».
Другий сезон має на Rotten Tomatoes 94 % балів від 17 критиків із середнім рейтингом 8,2 з 10. Критичний консенсус сайту стверджує: «„Ми — Lady Parts“ повертається після тривалої перерви з тріумфальним другим альбомом, даруючи кожній учасниці цього чарівного гурту власні приголомшливі соло». На сайті Metacritic сезон отримав 84 зі 100 балів від 10 критиків, що означає «загальне визнання».

### Нагороди та номінації
| Рік  | Премія                                          | Категорія                   | Номінанти       | Результат | Дж.           |
| ---- | ----------------------------------------------- | --------------------------- | --------------- | --------- | ------------- |
| 2021 | Единбурзький міжнародний телевізійний фестиваль | Найкращий комедійний серіал | Ми — Lady Parts | Перемога  | [ 22 ] [ 23 ] |